# Tadeusz Kobylański

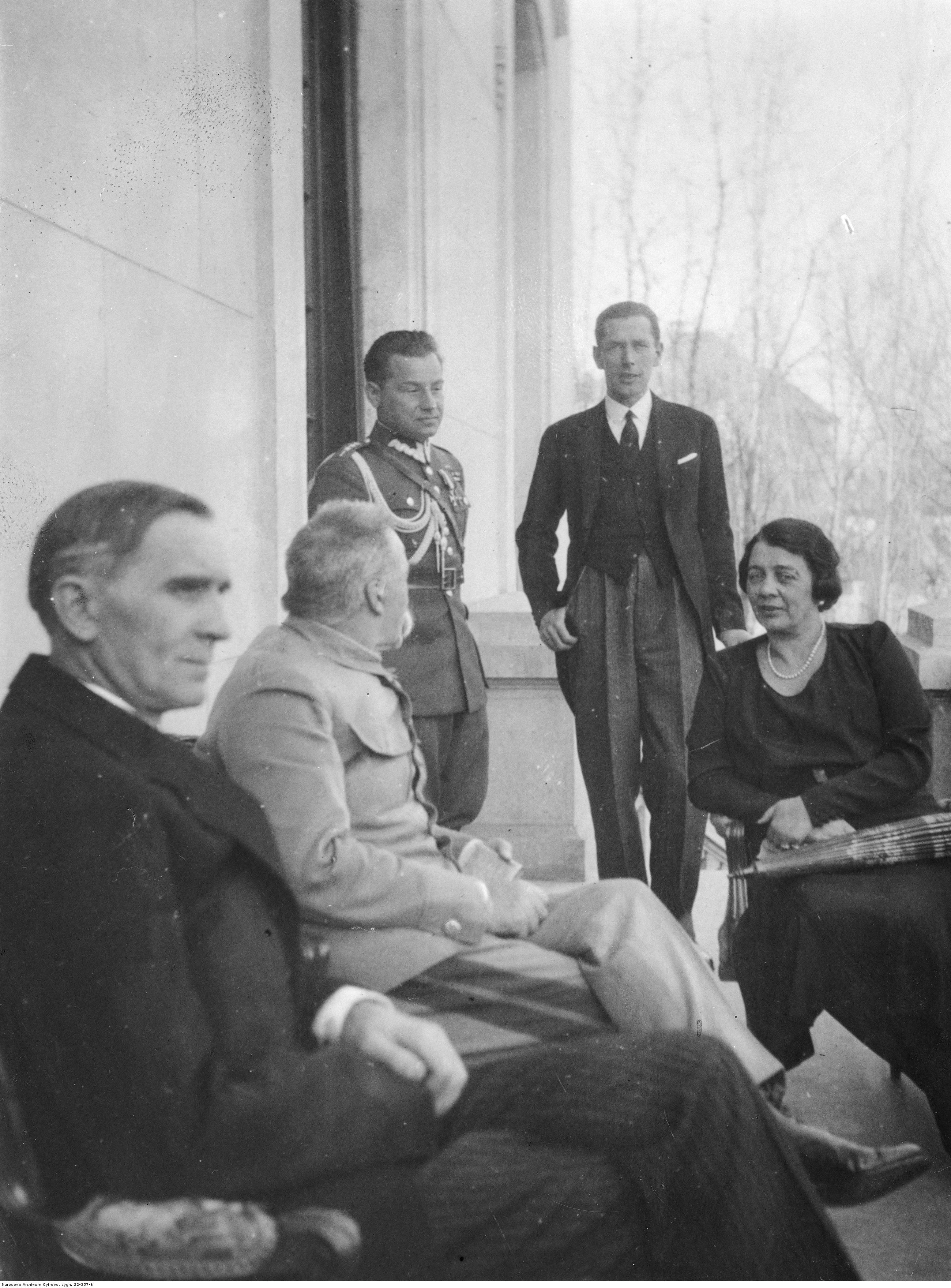
Tadeusz Kobylański (drugi z prawej) w czasie pobytu marsz. Józefa Piłsudskiego w Bukareszcie, rok 1932

Tadeusz Mieczysław Kobylański (ur. 11 listopada 1895, zm. 1967 w Rio de Janeiro) – podpułkownik dyplomowany kawalerii Wojska Polskiego, oficer II Oddziału Sztabu Generalnego Wojska Polskiego, dyplomata II Rzeczypospolitej, ostatecznie jako wicedyrektor Departamentu Polityczno-Ekonomicznego i jednocześnie naczelnik Wydziału Wschodniego (P. III) Ministerstwa Spraw Zagranicznych RP. Bliski współpracownik ministra Józefa Becka.

## Życiorys
Pochodził z rodziny ziemiańskiej, służył w Armii Imperium Rosyjskiego. Od odzyskania niepodległości w Wojsku Polskim. W latach 1920–1922 studiował na École Supérieure de Guerre w Paryżu. 3 maja 1922 roku został zweryfikowany w stopniu rotmistrza ze starszeństwem z dniem 1 czerwca 1919 roku i 245. lokatą w korpusie oficerów jazdy (od 1924 roku – kawalerii). Po ukończeniu studiów otrzymał tytuł oficera Sztabu Generalnego i z dniem 15 lutego 1923 roku został przydzielony do Departamentu II Jazdy Ministerstwa Spraw Wojskowych na stanowisko kierownika referatu. Z dniem 1 kwietnia 1924 roku został mianowany pomocnikiem attaché wojskowego przy Poselstwie Polskim w Moskwie. 1 grudnia 1924 roku awansował do stopnia majora ze starszeństwem z dniem 15 sierpnia 1924 roku i 38. lokatą w korpusie oficerów kawalerii. Później został mianowany attaché wojskowym przy Poselstwie Polskim w Moskwie. W czasie studiów oraz służby sztabowej i dyplomatycznej pozostawał oficerem nadetatowym 3 pułku ułanów. W listopadzie 1928 roku został przydzielony do macierzystego 3 puł na stanowisko dowódcy szwadronu, lecz już z dniem 31 stycznia 1929 roku został przeniesiony w stan nieczynny na okres dwunastu miesięcy z równoczesnym przeniesiem do kadry oficerów kawalerii. Z dniem 31 marca 1930 roku został przeniesiony do rezerwy z równoczesnym przeniesieniem w rezerwie do 3 puł.
W służbie dyplomatycznej Ministerstwa Spraw Zagranicznych od 1 lutego 1929 roku. Od marca 1929 roku do maja 1930 roku radca Poselstwa RP w Bukareszcie, oddelegowany do służby w II Oddziale Sztabu Generalnego Wojska Polskiego (wywiad) (1930–1935). Od maja do października 1935 roku w centrali MSZ, w Departamencie Polityczno-Ekonomicznym jako radca. Od 1 grudnia 1935 roku do 17 września 1939 roku wicedyrektor Departamentu Polityczno-Ekonomicznego MSZ i naczelnik Wydziału Wschodniego (P.III). Zastąpił na obu stanowiskach Tadeusza Schaetzla.
Po agresji ZSRR na Polskę wraz z centralą MSZ przekroczył granicę polsko-rumuńską. Wyjechał do Francji, lecz nie otrzymał przydziału do wojska. Po klęsce Francji wyjechał do Lizbony, a następnie do Brazylii, gdzie przebywał do końca życia.
Spowinowacony z prezydentem RP Ignacym Mościckim (szwagier Michała Mościckiego, syna prezydenta).

## Teza o szpiegostwie[7]
Według Pawła Piotra Wieczorkiewicza, był co najmniej do roku 1937 płatnym agentem sowieckiego Razwiedupru, zwerbowanym osobiście przez Artura Artuzowa. Według profesora Wieczorkiewicza, Kobylański wprowadzał rząd polski w błąd co do intencji sowieckich, w szczególności co do radzieckiego ewentualnego ataku na Polskę. W wyniku działań agenta, minister Beck nie wierzył, że RP mogłaby walczyć na dwóch frontach.

[Artuzow] pozyskał np. attaché polskiego poselstwa, majora Sztabu Generalnego, zausznika marszałka Piłsudskiego. (…) Ostatnio wyjaśniło się, że był nim Tadeusz Kobylański. (…) służył w Moskwie w latach 1925–1928. Zwrócił tam na siebie uwagę jako karciarz, wielbiciel hulanek i spekulant. Zdrada nastąpiła jednak nie tylko na tle finansowym, ale i homoseksualnym. Kobylański, jako sowicie opłacany agent, dostarczał, co najmniej do roku 1937, kompletnych informacji we wszystkich interesujących Sowietów zakresach. Ponieważ był funkcjonariuszem II Oddziału Sztabu Głównego, a następnie wicedyrektorem Departamentu Polityczno-Ekonomicznego i zarazem naczelnikiem Wydziału Wschodniego MSZ, spowinowaconym i zaprzyjaźnionym do tego blisko z rodziną prezydenta Mościckiego, działania dwójki i polityka Becka nie miały odtąd przed Moskwą żadnych tajemnic.

## Ordery i odznaczenia
- Krzyż Srebrny Orderu Wojskowego Virtuti Militari nr 2157 – 1921[9]
- Krzyż Komandorski Orderu Odrodzenia Polski (1938)[10]
- Krzyż Oficerski Orderu Odrodzenia Polski (1929)[11]
- Krzyż Oficerski Orderu Korony (Rumunia)
- Krzyż Kawalerski Orderu Gwiazdy (Rumunia)
- Krzyż Kawalerski Orderu Korony (Włochy)
- Krzyż Komandorski z Gwiazdą Orderu Zasługi (1936, Węgry)[12]
- Krzyż Komandorski z Gwiazdą Orderu Wazów (1937, Szwecja)[13]
- Krzyż Komandorski z Gwiazdą Orderu Białej Róży (1939, Finlandia)[14]
- Krzyż Komandorski z Gwiazdą Orderu św. Olafa (Norwegia)[15]
- Wielka Wstęga Orderu Korony (1937, Rumunia)[16]